# Sangha (Burkina Faso)
Pour les articles homonymes, voir Sangha et Sanga.
Ne doit pas être confondu avec Sangha-Peulh ou Sangha-Yarcé.
Cet article concerne le village chef-lieu. Pour le département et la commune rurale, voir Sangha (département du Burkina Faso).
Sangha ou Sanga est un village du département et la commune rurale de Sangha (ou Sanga), dont il est le chef-lieu, situé dans la province du Koulpélogo et la région du Centre-Est au Burkina Faso.

## Géographie

### Démographie
| 2006  | 2019 |
| ----- | ---- |
| 3 540 | -    |

## Transports
Le village est traversé par la route nationale 17.

## Santé et éducation
Sangha accueille un centre de santé et de promotion sociale (CSPS).